# Miért ugrál a vízibolha?
A Miért ugrál a vízibolha? a Vízipók-csodapók című rajzfilmsorozat első évadának ötödik epizódja. A forgatókönyvet Kertész György írta.

## Cselekmény
Vízipók hangos veszekedésre jön ki házából. Hátonúszó panaszkodik valamiféle leskelődőkről. Már éppen Vízipók is gyanakodni kezd, amikor Keresztes barátja felhívja a figyelmét valamire. Így ismerkedik meg Vízipók a vízibolhákkal.

## Alkotók
- Rendezte: Szabó Szabolcs, Szombati Szabó Csaba
- Írta: Kertész György
- Dramaturg: Bálint Ágnes
- Zenéjét szerezte: Pethő Zsolt
- Operatőr: Barta Irén, Polyák Sándor
- Hangmérnök: Bársony Péter
- Vágó: Czipauer János
- Rajzolták: Haui József, Hegedűs László, Hernádi Oszkár, Lőrincz Mariann, Tóth Pál
- Munkatársak: Bende Zsófi, Királyházi Jenőné, Varga Béláné, Zsebényi Béla
- Színes technika: Kun Irén
- Gyártásvezető: Doroghy Judit, Vécsy Veronika
- Produkciós vezető: Imre István, Mikulás Ferenc

Készítette a Magyar Televízió megbízásából a Pannónia Filmstúdió és a Kecskeméti Filmstúdió

## Szereplők
- Vízipók: Pathó István
- Keresztespók: Harkányi Endre
- Hátonúszó: Velenczey István
- Rózsaszín vízibolha: Gyurkovics Zsuzsa
- Zöld vízibolha: Verebély Iván
- Levendulaszínű vízibolha: Telessy Györgyi
- Legyek: Békés Itala, Békés Rita